# Jean d'Arbois
Jean d'Arbois – francuski malarz nadworny, czynny w latach 1365–1399 m.in. w Paryżu.

## Życie i służba u Filipa II
Prawdopodobnie pochodził z Arbois w Jurze. W 1373 roku został sprowadzony przez Filipa II Śmiałego z dworu Galeazzo II w Lombardii do Paryża. Filip znał prawdopodobnie malarza za sprawą biskupa Tournai Philippe'a d'Arbois, który był spokrewniony z Jeanem d'Arbois. Prawdopodobne jest również, iż książę słyszał o artyście od swojej młodszej siostry Isabelle de Valois, która była żoną Giana Galeazza Viscontiego, syna Galeazza II.
Informacje o działalności Jeana d'Arbois na rzecz księcia pochodzą głównie z ksiąg rachunkowych, gdzie wymienia się sumy, jakie wypłacono malarzowi za jego prace. W okresie pomiędzy czerwcem 1373 a marcem 1375 mieszkał w Paryżu. W międzyczasie towarzyszył księciu w jego podróżach, m.in. do Brugii. Ostatnia wzmianka w księgach rachunkowych wymienia jego nazwisko w październiku 1375 roku.

## Identyfikacja artysty
Po 1375 roku nazwisko Jeana d'Arbois nie występuje w żadnych znanych dokumentach. Historycy utożsamiają go z kilkoma innymi artystami aktywnymi pod koniec XIV wieku. Lombardzki humanista, Uberto Deccembria, w swojej pracy pt. De republica wymienia obok nazwisk malarzy Michelina da Besozzo i Gentilego da Fabriano, nazwisko Ioanne Arbosio, którego uważa za najbardziej wziętego malarza tego okresu. Jeana d'Arbois identyfikuje się również z malarzem czynnym w Pawii, Giovannim degli Erbosi, zmarłym ok. 1399 roku. Wraz z Besozzo pracował nad dekoracjami w kościele augustianów San Pietro in Ciel d'Oro. Hipotetycznie utożsamia się go także z Mistrzem Guiron, który miał wykonać dekoracje na Zamku w Pawii, w tym m.in. fresk Błogosławieństwo Chrystusa na stropie wewnętrznego portalu kaplicy.